# Ion Valentin Anestin
Ion Valentin Anestin (* 24. Dezember 1900 in Bukarest; † 6. Dezember 1963 ebenda) war ein rumänischer Karikaturist, Maler, Bildhauer, Journalist und Dramatiker. Vor allem seine politischen Karikaturen und Kunstkritiken machten ihn bekannt. Er ist der Vater von Ion Nuni Anestin, der ebenfalls als Künstler und Schauspieler arbeitet.

## Leben
Ion Valentin Anestin wurde als Sohn einer aus Craiova stammenden Familie in der rumänischen Hauptstadt Bukarest geboren. Sein Vater Theodor Anestin war Handwerker und arbeitete für das Bürgermeisteramt Bukarests. Sein Großvater Ion Anestin war Schauspieler und mit dem bekannten Dramatiker Ion Luca Caragiale befreundet. Von 1918 bis 1920 besuchte er die Akademie der Schönen Künste in seiner Heimatstadt Bukarest, wo er vom Bildhauer Franz Storck unterrichtet wurde. Anschließend wechselte er an die Akademie der Freien Kunst, die von Arthur Verona ins Leben gerufen wurde.
Nach 1921 wurde Anestin Theater- und Kunstchronist, während er zahlreiche Stücke selbst schrieb. In dieser Zeit erlangte er auch erstmals mit seinen satirischen Karikaturen und Porträts Aufmerksamkeit, die sehr von der französischen Art zu zeichnen beeinflusst waren. Zusammen mit dem Schriftsteller Mircea Eliade veröffentlichte er die Zeitschrift Est-Vest, die 1927 zum ersten Mal publiziert, aber nach wenigen Ausgaben schon wieder eingestellt wurde.
1928 begleitete er Vladimir Donescu, dessen Zeitschrift Vremea er von 1931 bis 1943 edierte, während er für das graphische Design des Journals verantwortlich war. Daneben wirkte er bei einer großen Zahl verschiedener Zeitungen mit (darunter Epoca, Adevărul Literar şi Artistic, Timpul, Gluma, Cuvântul Liber, und die Zeitung der Rumänischen Kommunistischen Partei Bluze Albastre) und bestimmte dabei die Zeichenkünste der gesamten Zwischenkriegszeit. Anestin, der politisch links eingestellt war, zeichnete auch satirische Porträts bekannter Politiker seiner Tage, sowohl von Rumänen (Nicolae Titulescu, Alexandru Averescu, Lucian Blaga, Ion Inculeț, Ion Mihalache, Iuliu Maniu, Gheorghe Tătărescu, Octavian Goga), aber auch von Ausländern (Adolf Hitler, Benito Mussolini, und Josef Stalin). Darüber hinaus war Anestin für die Erfindung der Comicfigur Ion Ion bekannt, der einen jungen Mann mit Zylinder oder Melone und Regenschirm darstellte, aber kein Hemd oder Hosen trug.
Während des Zweiten Weltkriegs, einem Monat vor der sowjetischen Besetzung Bessarabiens und der nördlichen Bukowina, als Rumänien noch immer mit den Achsenmächten zusammenarbeitete, konzentrierten sich Anestins Zeichnungen auf die Denunzierung Stalins und der Sowjetunion in einer Reihe mit dem Namen Măcelarul din Piața Roșie ("Der Metzger des Roten Platzes"), die von Der Zeitschrift Gluma veröffentlicht wurden. Während der einsetzenden sowjetischen Okkupation, wurde Anestin bei seinen Arbeiten von der Zensurperiode (1944–1949) behindert, ehe er endgültig verhaftet wurde. Er starb kurz nach seiner Entlassung zu Beginn der 1960er-Jahre.